# Maswasi
Maswasi é uma cidade e uma nagar panchayat no distrito de Rampur, no estado indiano de Uttar Pradesh.

## Demografia
Segundo o censo de 2001, Maswasi tinha uma população de 15,207 habitantes. Os indivíduos do sexo masculino constituem 53% da população e os do sexo feminino 47%. Maswasi tem uma taxa de literacia de 33%, inferior à média nacional de 59.5%: a literacia no sexo masculino é de 44% e no sexo feminino é de 21%. Em Maswasi, 20% da população está abaixo dos 6 anos de idade.